# Гулиев, Эмин Алекпер оглы
Эмин Алекпер оглы Гулиев (азерб. Emin Ələkbər oğlu Quliyev; 12 августа 1976 — 17 марта 1995) — военнослужащий Вооружённых сил Республики Азербайджан, Национальный Герой Азербайджана (1995).

## Биография
Родился Эмин Гулиев 12 августа 1976 года в посёлке Сахиль, Гарадагского района города Баку Азербайджанской ССР. В 1983 году он поступил на обучение в первый класс средней школы № 228, а в 1993 году окончил десятый класс школы № 273 города Баку. 25 августа 1994 года Гарадагским районным военным комиссариатом был призван на действительную военную службу в Национальную армию Азербайджана. После прохождения военной подготовки в Яламе его направляют в воинскую часть № 776. Эмин активно занимался несколькими видами спорта, что позволяло ему умело выполнять все боевые задачи.
В начале февраля 1995 года солдаты батальона, в котором служил Гулиев, были командированы в Шубани. Здесь он также проявлял героизм и отличался своими военными навыками.
В марте 1995 года, группа вооружённых незаконных бандформирований выступила против действующей государственной политики Азербайджана. 13 марта 1995 года подразделение, в котором служил Эмин, чтобы предотвратить попытку переворота, было направлено к месту противостояний в городе Баку. Гулиев принимал участие в подавлении и нейтрализации незаконных формирований, бывших членов отряда полиции особого назначения, действующих с целью Государственного переворота в Азербайджанской Республики. В вооружённом столкновении с государственными преступниками Эмин активно участвовал в эвакуации раненных с места вооружённых столкновений. Огнестрельным выстрелом получил тяжёлое ранение, от последствий которого 17 марта 1995 года скончался.
Эмин Гулиев был не женат. 

## Память
Указом Президента Азербайджанской Республики № 307 от 4 апреля 1995 года Эмину Алекпер оглы Гулиеву было присвоено звание Национального Героя Азербайджана (посмертно).
Похоронен в родном прибрежном посёлке Сахиль.
Именем Национального Героя Азербайджана названа специальная школа-интернат № 14 в поселке Сахиль Гарадагского района города Баку. Также именем Эмина Гулиева названы улица и парк в Гарадагском районе.
В память о Герое на азербайджанском языке было сложено стихотворение "QƏHRƏMAN EMİN".